# Desprinderea stratului limită

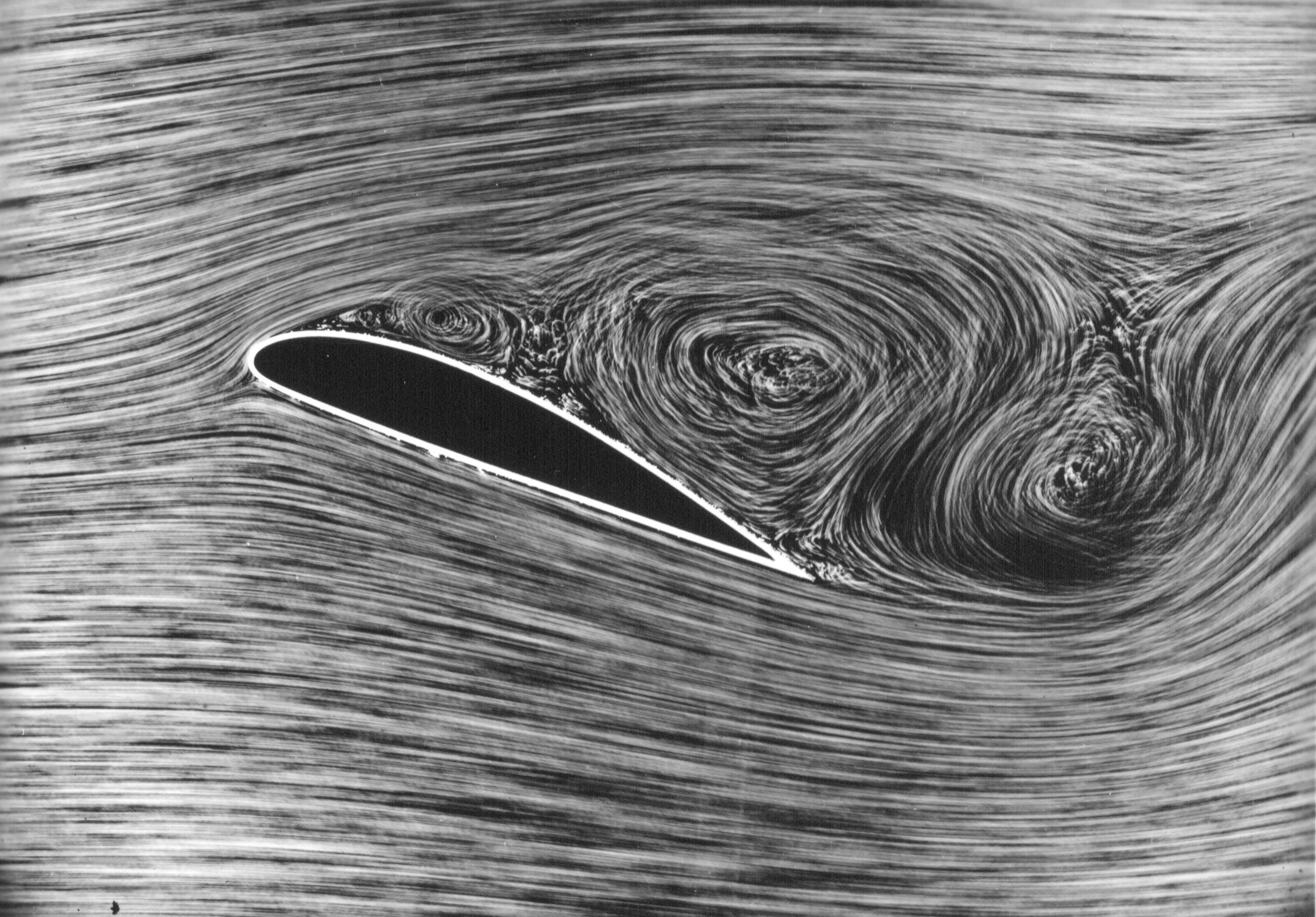
Curgerea aerului care se desprinde de o aripă la un unghi de atac mare

În dinamica fluidelor desprinderea stratului limită este desprinderea unui strat limită de o suprafață solidă într-un siaj.
Un strat limită există ori de câte ori există o mișcare relativă între un fluid și o suprafață solidă cu forțe datorate viscozității prezente a stratului de fluid de lângă suprafață. Curgerea poate fi externă, în jurul unui corp, sau internă, într-un canal închis. Straturile limită pot fi fie laminare, fie turbulente. O evaluare rezonabilă a faptului dacă stratul limită va fi laminar sau turbulent se poate face prin calcularea numărului Reynolds al condițiilor locale de curgere.
Desprinderea are loc în cazul unei curgeri care încetinește, odată cu creșterea presiunii, de exemplu după trecerea de partea cea mai groasă a unui corp aflat în curent sau după trecerea printr-un pasaj al unui canal care se lărgește.
Curgerea împotriva unei presiuni care crește este cunoscută sub numele de curgere într-un gradient de presiune advers. Stratul limită se desprinde atunci când a parcurs suficient de mult într-un gradient de presiune advers încât viteza stratului limită față de suprafață s-a oprit și și-a inversat direcția. Curgerea se desprinde de suprafață și ia forme turbulente și de vârtejuri. Odată ce s-a desprins, fluidul exercită o presiune constantă asupra suprafeței, în loc să o crească continuu cum ar fi dacă ar fi încă atașat. În aerodinamică, desprinderea stratului limită are ca rezultat o portanță redusă și o rezistență la înaintare crescută, datorită diferenței de presiune dintre suprafețele frontale și posterioare ale obiectului. Aceasta provoacă oscilații ale structurilor aeronavei și ale suprafețelor de comandă. În pasajele interne, desprinderea provoacă vibrații în paletele mașinilor și pierderi crescute (randament mai mic) în admisii și compresoare. S-au depus multe eforturi și cercetări în proiectarea contururilor suprafețelor aerodinamice și hidrodinamice și s-au adăugat caracteristici care întârzie desprinderea Stratului limită și îl mențin atașat cât mai mult timp posibil. Exemple sunt pâsla de pe o minge de tenis, adânciturile de pe o minge de golf, turbionatoarele unui planor, generatoarele de vârtejuri de pe aeronave, care produc o tranziție timpurie la o curgere turbulentă.

## Gradientul de presiune advers

Profilul de viteză în stratul limită. Ultimul profil aratâ curgerea inversă, care demonstrează desprinderea.

Inversarea curgerii este cauzată în principal de gradientul de presiune advers impus stratului limită de către potențialul vitezei exterior. Ecuația impulsului în interiorul stratului limită este formulată aproximativ ca:
{\displaystyle u{\partial u \over \partial s}=-{1 \over \rho }{dp \over ds}+{\nu }{\partial ^{2}u \over \partial y^{2}}}
unde {\displaystyle s,y} sunt coordonatele de-a lungul liniei de curent, respectiv normală. Un gradient de presiune advers este atunci când {\displaystyle dp/ds>0,} ceea ce poate fi observat ca determinând scăderea vitezei {\displaystyle u} de-a lungul {\displaystyle s} și, eventual, ajungerea la zero dacă gradientul de presiune advers este suficient de puternic.

## Parametrii care influențează
Tendința unui strat limită de a se desprinde depinde în primul rând de distribuția gradientului de viteză advers sau negativ la margine de-a lungul suprafeței, {\displaystyle du_{o}/ds(s)<0,} care, la rândul său, este legat direct de presiune și de gradientul acesteia prin forma diferențială a ecuației lui Bernoulli, care este aceeași cu ecuația impulsului pentru curgerea exterioară neviscoasă.
{\displaystyle \rho u_{o}{du_{o} \over ds}=-{dp \over ds}}
Însă valorile generale ale lui {\displaystyle du_{o}/ds} necesare pentru separare sunt mult mai mari pentru o curgere turbulentă decât pentru una laminară, prima fiind capabilă să tolereze o decelerare a curgerii cu aproape un ordin de mărime mai mare. O influență secundară este numărul Reynolds. Pentru o anumită distribuție adversă {\displaystyle du_{o}/ds,} rezistența la separare a unui strat limită turbulent crește ușor odată cu creșterea numărului Reynolds. În schimb, rezistența la separare a unui strat limită laminar este independentă de numărul Reynolds – un fapt oarecum contraintuitiv.

## Desprinderea interioară

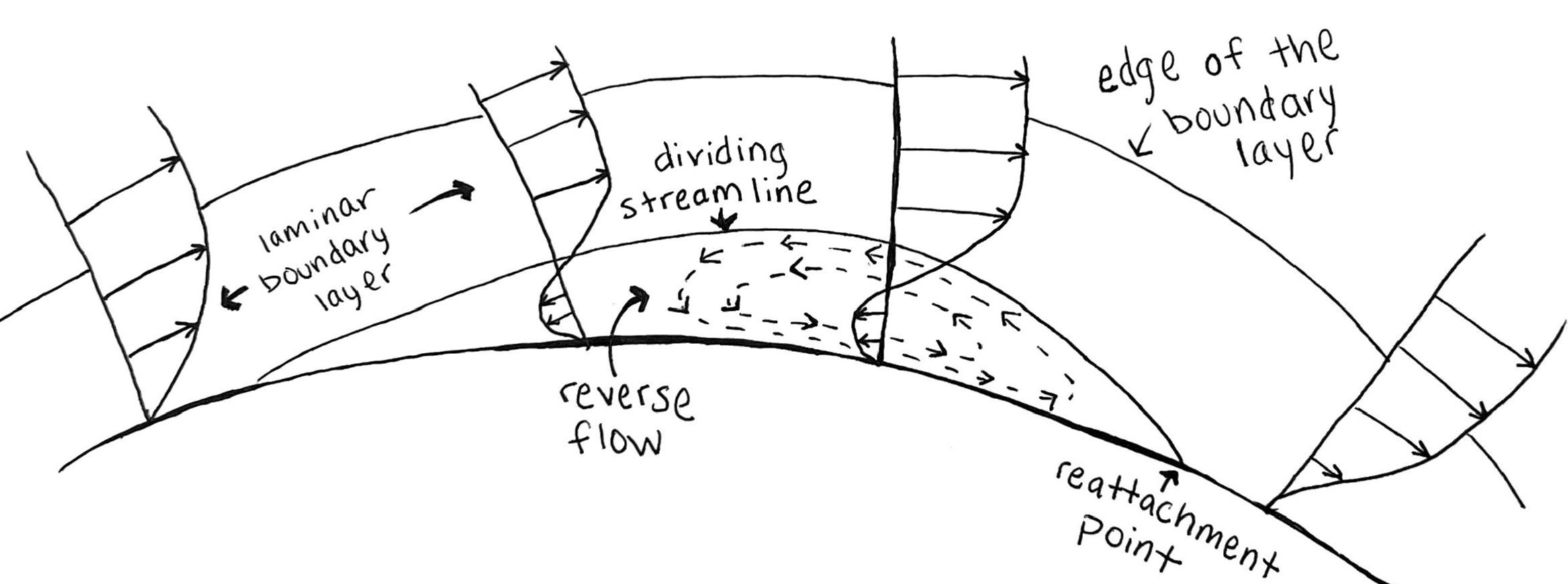
Schema unei desprinderi interioare a stratului limită

Desprinderea stratului limită poate apărea în cazul curgerilor interioare. Aceasta poate rezulta din cauze precum o conductă care se evazează rapid. Separarea are loc din cauza unui gradient de presiune advers întâlnit pe măsură ce curgerea se destindă, provocând o regiune extinsă de strat limită desprins. Partea din curgere care separă fluxul de recirculare și fluxul prin regiunea centrală a conductei se numește linie de curent divizoare. Punctul în care linia de curent divizoare se atașează din nou de perete se numește punct de reatașare. Pe măsură ce curgerea progresează în aval, atinge în cele din urmă o stare de echilibru și nu are curgere inversă.

## Efectele desprinderii stratului limită
Când stratul limită se desprinde, rămășițele sale formează un strat de forfecare iar prezența unei zone de curgere desprinse între stratul de forfecare și suprafață modifică potențialul vitezei și câmpul de presiune exterior. În cazul profilelor aerodinamice, modificarea câmpului de presiune are ca rezultat o creștere a rezistenței la înaintare și, dacă este suficient de severă, va duce și la angajare și pierderea portanței, toate acestea fiind nedorite. La curgerile interioare, desprinderea produce o creștere a pierderilor și fenomene cum ar fi pompajul compresorului, ambele fenomene nedorite.
Un alt efect al desprinderii stratului limită îl reprezintă vârtejurile regulate de desprindere, cunoscute sub numele de vârtejuri Kármán⁠(d). Vârtejurile se desprind de pe suprafața abruptă din aval a unei structuri la o frecvență care depinde de viteza curgerii. Desprinderea vârtejurilor produce o forță alternativă care poate duce la vibrații în structură. Dacă frecvența de desprindere coincide cu o frecvență de rezonanță a structurii, aceasta poate provoca defecțiuni structurale. Aceste vibrații pot fi generate și reflectate la frecvențe diferite în funcție de originea lor în corpurile solide sau fluide adiacente și pot fie amortiza, fie amplifica rezonanța.